# Ločenice
Ločenice település Csehországban, a České Budějovice-i járásban. Ločenice Slavče, Svatý Jan nad Malší, Trhové Sviny, Mokrý Lom és Besednice településekkel határos. Lakosainak száma 778 fő (2024. január 1.).

## Népesség
A település lakosságának változását az alábbi diagram mutatja:
| Lakosok száma | 965  | 1132 | 1174 | 768  | 647  | 576  | 711  | 711  | 752  | 778  |
|               | 1869 | 1890 | 1921 | 1950 | 1980 | 2001 | 2017 | 2019 | 2022 | 2024 |